# هارلتون (تكساس)
هارلتون (بالإنجليزية: Harleton)‏ هي مدينة أمريكية تقع في ولاية تكساس. ويبلغ عدد سكانها 1000 نسمة حسب إحصاء سنة 2010 م.

## أعلام
- جورج إي جونسون